# 运光路
运光路是中華人民共和國上海市虹口區一條南北-東西走向道路，北起邯鄲路，東至輝河路，全长765米。道路原址為一條小河。1984年，當局填埋小河並修建運光路，路名來自於运光新村。